# Сейнт Пол
Вижте пояснителната страница за други значения на Сейнт Пол.
Сейнт Пол (на английски: Saint Paul – Свети Павел) е град в САЩ, столица на щата Минесота.

## География
Има население от 287 151 жители (2000), което го прави втория град по население в щата след Минеаполис и сред най-големите градове в Средния Запад на САЩ. Неговата обща площ е 145,5 км² (56,2 мили²).

## Известни личности
Родени в Сейнт Пол
- Лари Бонд (р. 1951), писател
- Стивън Бруст (р. 1955), писател
- Луи Андерсън (р.1955),актьор и комик
- Линдзи Вон (р. 1984), скиорка
- Мелвин Калвин (1911 – 1997), химик
- Тим Кейн (р. 1958), политик
- Дуейн Кери (р. 1957), космонавт
- Джон Лили (1915 – 2001), психоаналитик
- Скот Линч (р. 1978), писател
- Георгиос Папандреу-младши (р. 1952), гръцки политик
- Хайдемари Стефанишин-Пайпър (р. 1963), космонавт
- Франсис Скот Фицджералд (1896 – 1940), писател
- Винс Флин (1966 – 2013), писател
- Джош Хартнет (р. 1978), актьор
- Ранди Шекман (р. 1948), биохимик
- Чарлс М. Шулц (1922 – 2000), карикатурист

Починали в Сейнт Пол
- Дейв Арнесън (1947 – 2009), дизайнер на компютърни игри
- Франк Билингс Келог (1856 – 1937), политик
- Деспина Кехайова (1972 – 2004), циркова актриса
- Винс Флин (1966 – 2013), писател